# Georges Robert (musicien)
Pour les articles homonymes, voir Georges Robert et Robert.
Georges Robert, né le 12 avril 1928 à Saint-Pol-de-Léon et mort le 7 novembre 2001, est un organiste français.

## Carrière
Fils de l'organiste de la cathédrale de Saint-Pol-de-Léon, Georges Robert fait des études musicales en 1941 avec Gaston Litaize et Gaston Régulier (piano, orgue, écriture musicale), en 1943 avec André Marchal (orgue) à l'Institut national des jeunes aveugles à Paris, puis en 1946 au Conservatoire de Paris avec le pianiste Yves Nat où il remporte plusieurs prix (piano, contrepoint (classe de Simone Plé-Caussade), fugue, orgue (classe de Marcel Dupré), musique de chambre). En 1954, il est nommé professeur de piano et d'orgue à l'Institut des jeunes aveugles à Paris. Il remporte le concours international de Haarlem (Pays-Bas). Il est organiste titulaire du grand orgue de l'église Notre-Dame de Versailles à partir de 1948, et est titulaire de la classe d´orgue du conservatoire de la même ville. Il est aussi fondateur des Associations d'Amis de l'Orgue de Versailles et de sa Région, ainsi que de La Bernerie-en-Retz. Il est régulièrement invité à enseigner l'orgue pour des académies d'été telles que « Musique et Montagne » à Sarrance. Il est demandé régulièrement pour des jurys de concours d'orgue, tels que celui de Chartres et bien d'autres. Il est invité régulièrement dans toute l'Europe, et notamment en Allemagne où il fait une brillante carrière, ainsi qu'aux États-Unis d'Amérique et au Canada. La maladie l'empêchera de faire un concert prévu à la cathédrale Notre-Dame de Paris en octobre 2001, lieu prestigieux où il est régulièrement invité, et l'emportera un mois après.

## Sources
- Alain Pâris, Dictionnaire des interprètes, Bouquins/Laffont, 1989, p. 729
- Agnès Robert, fille de Georges Robert.